# Холка
Холка — місце на хребті між лопатками чотириногої тварини. У багатьох видів вона є найвищою точкою тіла, а у коней та собак — це стандартне місце для вимірювання росту тварин (на відміну від великої рогатої худоби, у якої, як правило, ріст вимірюється від верхньої частини стегна).

## Коні

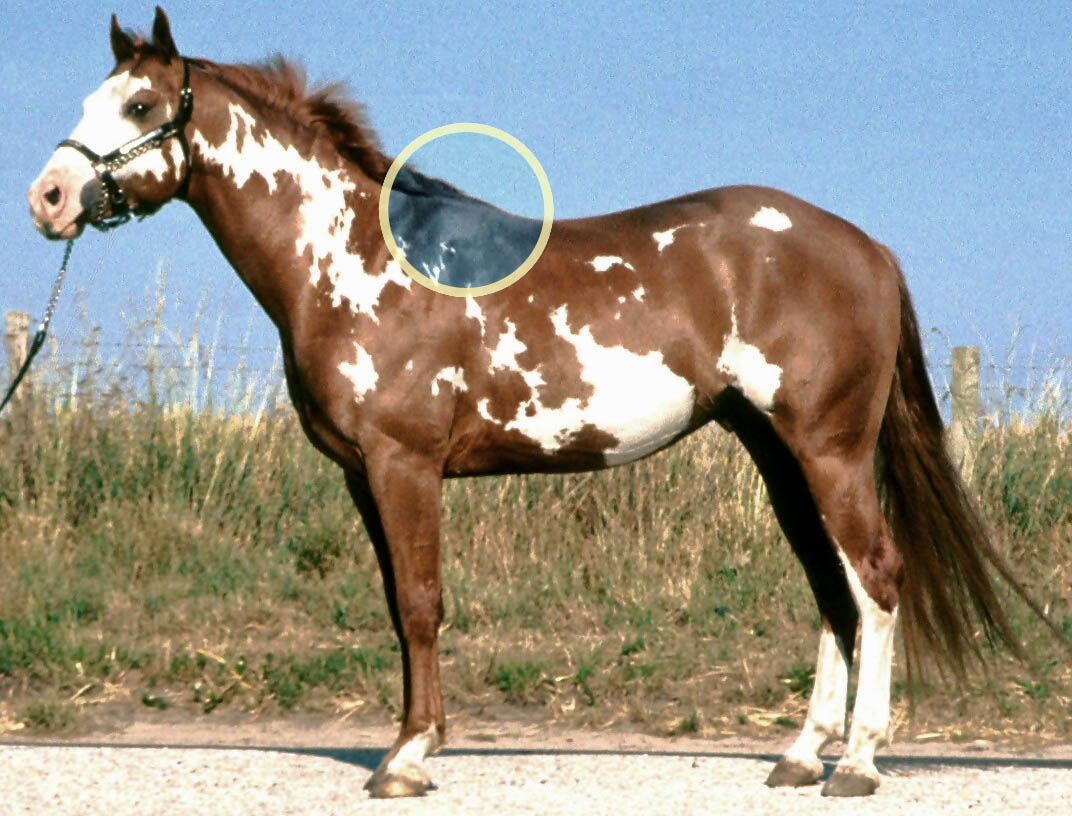
Місце холки у коня

У коней кісткова основа холки утворюється частиною остистих відростків грудних хребців хребта — з другого по одинадцятий (у більшості коней 18 спинних хребців), які незвично подовжені у цій частині тіла. У коня відростки хребців можуть досягати понад 30 см в довжину.
Оскільки холка не рухається по відношенню до рівня землі (як у коней, так і у собак), вона використовується для вимірювання росту коней. Зазвичай ріст коня вимірюється в долонях — в одній долоні 4 дюйми (10.16 см). Коні можуть мати істотно різний зріст — від невеликих поні до великих тяглових коней. Середня висота в холці чистопородного коня становить 16 долонь (1,6 м), для поні — 14,2 долоні (1,44 м). Найвища точка холки над 5 — 6-м хребцями.
Остисті відростки можуть бути довгими, широкими і більше нахилені назад (що є бажаним). У коней різних порід і призначення холка буває високою й низькою, довгою і короткою, широкою і гострою. У верхових коней холка має бути добре вираженою, високою, довгою і добре обмускуленою. Для ваговозів характерна низька, широка й мускулиста холка. У лошат холка не виражена. Холка у коней — одна із статей коня, по якій проводиться його оцінка.

## Собаки
У собаки ріст в загривку часто вимірюється для визначення висоти стрибка собаки в різних видах спортивних змагань для собак, a також для визначення відповідності зовнішнього вигляду собаки стандартам якості своєї породи.
Холка у собаки утворюється першими п'ятьма хребцями грудного (спинного) відділу хребта. Це місце має бути найвищою точкою спини у собаки, коли вона спокійно стоїть.

## Медичні проблеми
Запалення слизових сумок (бурсит) у цій області часто називається свищем холки (fistulous withers).